# 3D Baseball
3D Baseball (3Dベースボール ザ メジャー, 3D Baseball: The Majors au Japon) est un jeu vidéo de baseball sorti en 1996 sur PlayStation et Saturn. Le jeu a été développé et édité par Crystal Dynamics.